# Svetlana Agapova
Pour les articles homonymes, voir Agapova.
Svetlana Agapova, née le 21 juin 1964, est une gymnaste artistique soviétique.

## Palmarès

### Championnats du monde
- Strasbourg 1978
  -  médaille d'or au concours par équipes